# Bones (album de Bones)
Pour les articles homonymes, voir Bones (homonymie).
Albums de Bones
Waitin' Here
Bones est le premier album du groupe de blues rock et power pop américain Bones sorti en 1972 chez Signpost Records.

## Liste des pistes
| 1.    | Good Luck         | 2:41 |
| 2.    | Oh Darlin'        | 3:49 |
| 3.    | The Bust Song     | 3:36 |
| 4.    | Door To Door Love | 3:53 |
| 5.    | Prisoner of Love  | 3:34 |
| 6.    | L.A. Isabella     | 2:58 |
| 7.    | He Said           | 3:19 |
| 8.    | Roberta           | 3:58 |
| 9.    | Have Your Fun     | 2:36 |
| 10.   | Bustin' My Heart  | 2:25 |
| 11.   | Take a Little Bit | 3:11 |
| 36:00 |                   |      |